# Baskaky
Baskaky (ukr. Баскаки) – przystanek kolejowy w pobliżu miejscowości Kamjanka, w rejonie zwiahelskim, w obwodzie żytomierskim, na Ukrainie. Położony jest na linii Kalinkowicze – Szepetówka.